# Macromolecules
Macromolecules ist eine wissenschaftliche Fachzeitschrift, die seit 1968 von der American Chemical Society herausgegeben wird. Für die Zeitschrift wird das Peer-Review-Verfahren genutzt. Sie wurde zunächst zweimonatlich, ab 1983 monatlich und seit 1990 zweiwöchentlich herausgegeben. Macromolecules wird bei Scopus, EBSCOhost, PubMed, Web of Science und SwetsWise geführt. Chefredakteur ist Marc A. Hillmyer. Field H. Winslow war der erste Redakteur der Zeitschrift.

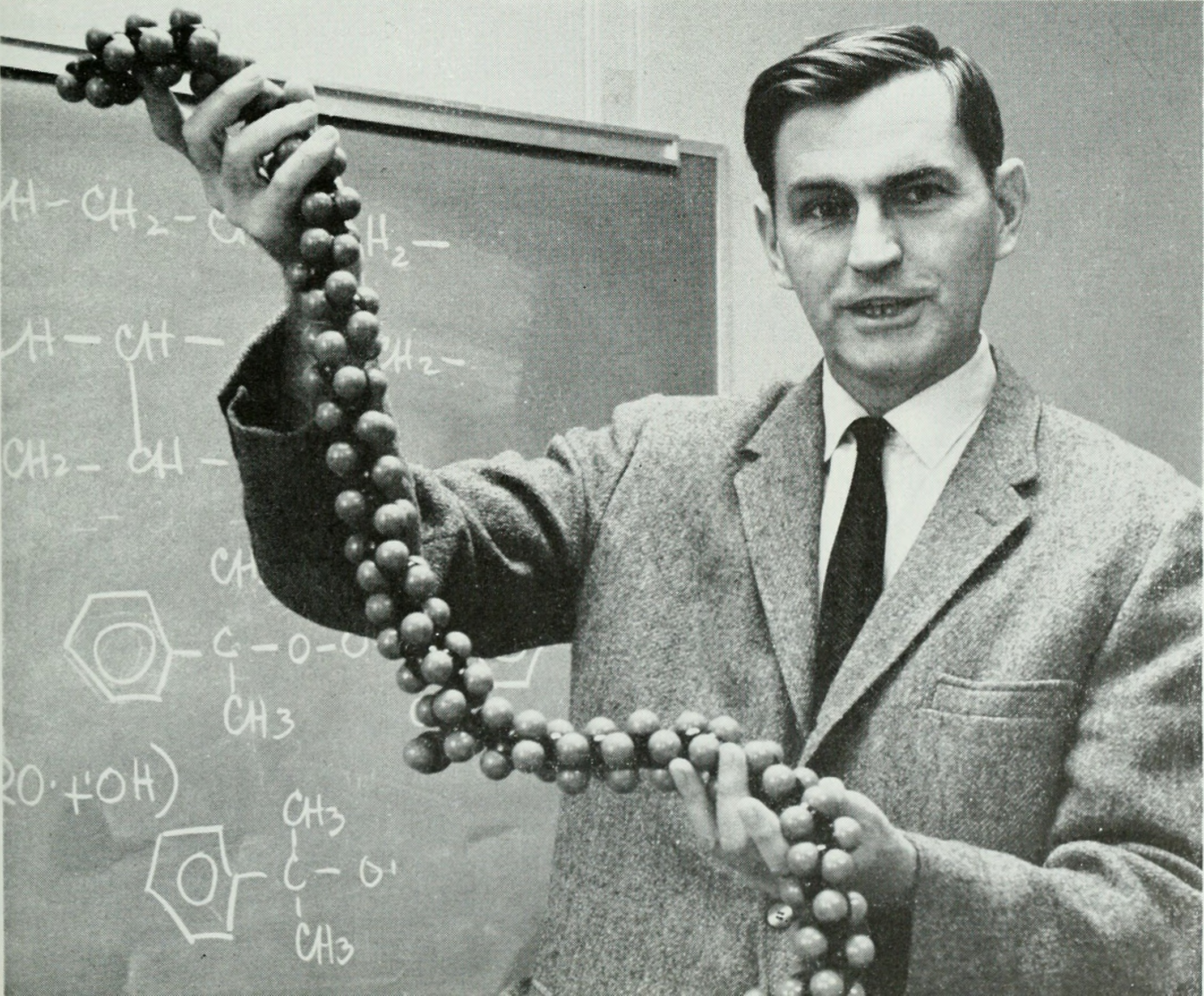
Field H. Winslow, erster Redakteur von Macromolecules